# Piccolo Castello
Il Piccolo Castello, in tedesco Kleines Schloss, è una costruzione barocca che si trova proprio accanto al castello di Wolfenbüttel, affacciandosi sulla piazza castello antistante al castello. L'edificio venne realizzato nel 1643 e più volte nei secoli rimaneggiato. Nel 1730 venne ristrutturato dall'architetto Hermann Korb con un ampliamento di due piani in legno con mezzanine. 
L'aspetto odierno risale al 1830.

## Storia
Durante il XVII secolo il palazzo era adibito a residenza del principe ereditario della famiglia ducale di Brunswick-Lüneburg. Fra il 1687 e il 1712 è stato sede dell'accademia militare Wolfenbüttel Ritter-Akademie.
Dal 1723 al 1735 il palazzo è stato abitato dal duca Ferdinando Alberto II con la sua famiglia. Il 15 giugno 1733 vennero celebrate le nozze dei figli dei duca, rispettivamente del figlio Carlo I con  Filippina Carlotta di Prussia e della figlia Elisabetta Cristina con Federico II di Prussia.
Con lo spostamento della capitale del ducato da Wolfenbüttel a Braunschweig il castello venne comprato da un ministro del ducato nel 1791. Il palazzo passò fra diversi proprietari fino al 1830 quando venne comprato dal banchiere tedesco Gustav Seeling che ristrutturò ill castello nella forma tuttora preservata con un giardino all'inglese.